# Erysimum aksaricum
Erysimum aksaricum är en korsblommig växtart som beskrevs av Nikolai Vasilievich Pavlov. Erysimum aksaricum ingår i släktet kårlar, och familjen korsblommiga växter. Inga underarter finns listade i Catalogue of Life.